# 포에버 영 (영화)
포에버 영(Forever Young)은 이탈리아에서 제작된 파우스토 브리찌 감독의 2016년 코미디 영화이다. 사브리나 페릴리 등이 주연으로 출연하였다.

## 출연

### 주연
- 사브리나 페릴리
- 루이자 라니에리
- 파브리지오 벤티보글리오
- 테오 테오콜리
- 클라우디아 제넬라
- 스테파노 프레시
- 로렌조 인도비나

### 조연
- 파스콸 페트롤로
- 니노 프라치카
- 엠마누엘 카세리오
- 필라르 폴리아티